# VIA Technologies
A VIA Technologies Inc. egy processzorokat és alaplapokat gyártó, tajvani, fabless (gyártósorral nem rendelkező) mikroelektronikai vállalat. Legfőbb termékei az x86 architektúrájú processzorok, ARM-processzorok, a hozzájuk tartozó lapkakészletek, grafikus vezérlők és alaplapok. A kétezres évek elején a harmadik legjelentősebb x86 CPU-gyártó vállalat volt.

## Története
A vállalatot az USA-ban alapították, csak később helyezték át a vállalatot Tajvanra. Két évtizeddel ezelőtt főleg alaplapi lapkakészleteiről (chipset) volt ismert, mára azonban inkább komplett processzorplatformot nyújt az Intelhez, és az AMD-hez hasonlóan. 1999-ben felvásárolták a Cyrixet, és a Centaur Design vállalatot az IDT-től, ennek révén hozzájutottak az x86-os processzorarchitektúrájuk alapjaihoz (WinChip). A VIA processzorokat jelenleg is a Centaur Design tervezi, ami a VIA szervezetén belül egyfajta elszeparált leányvállalatként funkcionál. 
A kétezres évek közepén az ARM utasításkészletet használó termékeit is bevezették a piacra, melyeket elsősorban netbookokba és tabletekbe szántak. Az x86-os processzoraikat notebookokba, netbookokba, mini-pc-kbe, beágyazott rendszerekbe, és (főleg korábban) asztali számítógépekbe szánják. Termékeik alacsony fogyasztásra törekednek.

## Processzorok
Az 1990-es években főleg alaplapokhoz készítettek chipkészleteket. Az ezredfordulón jelent meg első, immár saját nevük alatt kiadott processzoruk, a Cyrix3, amely a konkurens vállalatokhoz képest nem aratott nagy sikert. A chip folytatása a C3 lett.

#### VIA Cyrix III
Órajel: 350-700 MHz
FSB: 100-133 MHz
Architektúra: x86
Foglalat: alaplapra forrasztott, vagy asztali Socket 370
Jellemzők: Alacsony fogyasztású processzor, egyetlen utasításfeldolgozó futószalaggal. A processzor valójában nem a Cyrix tervezése, hanem a Centaur Design tervein alapul.

#### VIA C3
Órajel: 666 MHz–1,4 GHz
FSB: 100–133 MHz
Architektúra: x86 (32 bites)

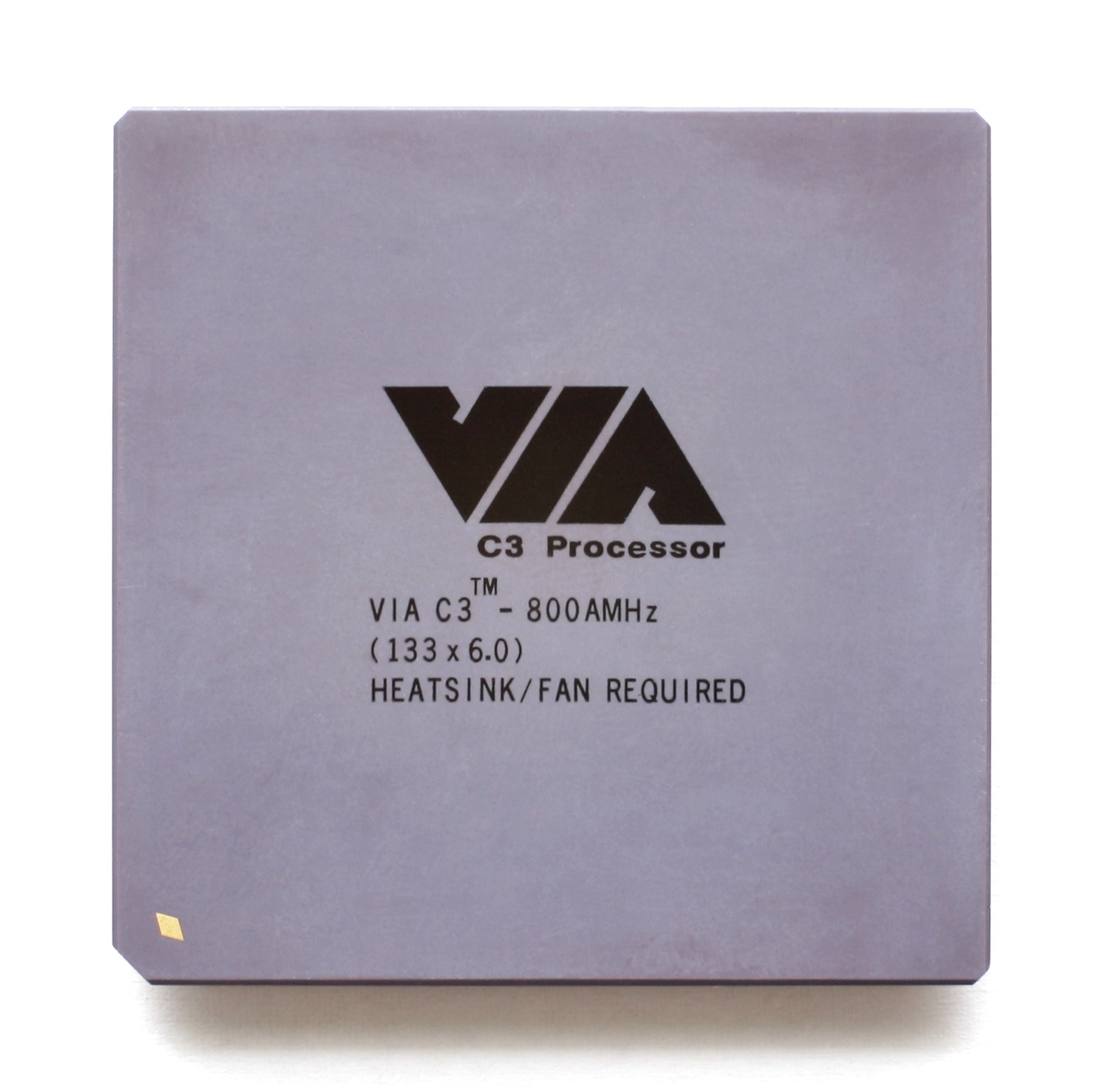
VIA C3, 800 MHz.

Foglalat: alaplapra forrasztott, vagy asztali Socket 370
Jellemzők: a RISC processzorokra emlékeztető belső felépítés (az x86 utasításokat azonos hosszúságú, egy órajelciklus alatt feldolgozható mikroutasításokra felbontó belső logika), rendkívül kis melegedés, annyira, hogy egyes változatok nem igényelnek aktív hűtést. 4–20 W fogyasztás modelltől, terheléstől függően. A C3 nevet több generáción keresztül használta a VIA, tehát a C3 valójában három különböző processzorgenerációt takar.
Az első a C3 a Samuel-2 kódnevű modell 150 nanométeres gyártási eljárással készült. Az elődhöz képest némileg megnövelték a teljesítményt, finomították a cache memória működését. A processzor beágyazott rendszerekbe szánt változata Eden ESP kódnéven is futott. Az Ezra kódnevű processzorral részben átálltak 130 nanométeres gyártásra, némileg átalakították az alaplappal való kommunikációt. Ebben a processzorgenerációban egyértelműen a VIA nyújtotta a legkisebb fogyasztású processzorokat.
A Nehemiah kódnevű, továbbfejlesztett változatban komoly változtatásokat eszközöltek a mérnökök, az órajel felén járó FPU-t teljes órajelen járó áramkörre cserélték, és a hiányos MMX utasításkészlet-kiterjesztést is kipótolták. Hogy növelhessék az órajelet, megnövelték a futószalagok maximális méretét. Eldobták az AMD népszerűségét vesztett 3dnow! utasításkészletet, helyette implementálták az SSE-t. A ritkán használt x86 utasításokat nem implementálták közvetlenül, hogy ezáltal is csökkenthessék a fogyasztást. A VIA komoly erőfeszítéseket tett azért, hogy a fogyasztást alacsonyan tarthassa, főleg, miután ebben a szegmensben nagyon komoly piaci részesedést ért el. A processzor mérete is kicsi maradt. Ezt a generációt nemhivatalosan C5-nek is nevezik. A beágyazott rendszerekbe szánt változata az Eden-N.

#### VIA C7
Órajel: 1–2 GHz
Foglalat: alaplapra forrasztott
Architektúra: x86
Jellemzők: Másfél-kétszeres sebességnövekedés az elődhöz képest azonos órajelen is, 1–20 W közötti fogyasztás órajeltől, terheléstől, modelltől függően. SSE2 és SSE3 utasításkészlet támogatása. A 2006-ban bemutatkozott C7 processzorok 90 nm-es gyártástechnológiával készültek; négy változata van, melyek minimálisan térnek el egymástól. Az eredeti C7 1 és 2 GHz közötti órajelre képes, fogyasztása 9 és 20 W között alakul. A C7-D változat 1,5 és 2 GHz közötti órajeleken üzemel. A C7-M processzor az alaplapra forrasztott elődökkel ellentétben Socket 479 foglalatba illik, órajele 1,5–2 GHz. A C7-M ULV széria 1 és 1,6 GHz közötti órajelen üzemel, a fogyasztása 3,5 W és 8 W közötti. Minden C7 32 bites, támogatja az MMX, SSE, SSE2 és SSE3 utasításkészletet. Versenyképes processzorok voltak, nagyon jó a teljesítmény/fogyasztás arányuk, teljesítményük a Pentium 4 teljesítményével azonos órajelen nagyjából megegyezik, vagy nagyobb, fogyasztása pedig kisebb. A chipet előszeretettel használták kis fogyasztású, könnyű notebookokban, netbookokban. A VIA részesedése ekkor (2006) érte el a valaha elért legnagyobb szintet, és 4–5% között volt. A chip annyira népszerű volt, hogy még 2012-ben is aktívan gyártották és aktualizálták a köré épülő platformot, még DDR3-as memóriával szerelt alaplap is létezik hozzá.

#### VIA Nano
Órajel: 1–2 GHz
Foglalat: alaplapra forrasztott
Architektúra: x86
Jellemzők: 64 bites processzor (x86-64), több magos (2,4) változatok is elérhetőek. Másfél-kétszeres sebességnövekedés az elődhöz képest azonos órajelen is.

#### VIA QuadCore E
Órajel: maximum 1,2–2 GHz
Foglalat: alaplapra forrasztott
Architektúra: x86
Jellemzők: 28 nm-en gyártott 64 bites processzor (x86-64), 4 mag, AVX2 utasításkészlet támogatása. 2015 októberében jelent meg, majdnem egy év késéssel. Növelték a processzor teljesítményét is, hogy tartsák a teljesítményt a mobil i7 processzorokkal.

#### Wondermedia
Órajel: 300 MHz - 1,4 GHz
Foglalat: alaplapra forrasztott
Architektúra: ARM
Jellemzők: 32 bites ARM processzor, 1-2 W fogyasztás. Tabletekben, netbookokban, mobiltelefonokban használják.
Wondermedia WM8505: ARMv5 processzor (ARM926EJ-S), 300 mhz-es órajel, 128 vagy 256 MByte DDR2 memória. FPU-t nem tartalmaz. Még az Android-éra előttről származik, netbookokban, telefonokban lehetett vele találkozni. Windows CE-hez optimizálták, de Linux is létezik rá, később az Android 1.5-öt is portolták rá.
Wondermedia WM8650: Megjelenik a DDR3 memória használatának a lehetősége. Az órajel 600 MHz-ig skálázódik.
Wondermedia WM8750: Az architektúrát ARMv6-ra frissítik, és MALI200 IGP-t is kap. Órajele 800 MHz.
Wondermedia WM8850, WM8860, WM8880, WM8950, WM8980: ARMv7 architektúrájú változatok. Némelyik modell kétmagos. Androidos, linuxos netbookokban, telefonokban, tabletekben használják.

#### Egyéb ARM processzorok
VIA Elite E1000: 1 GHz-s órajelű 2 magos ARMv7 processzor, OpenGL ES2/3 kompatibilis grafikus IGP-vel, DDR3 támogatással.

## Grafikus chipek
A VIA felvásárolta az S3 Graphics vállalatot is, amely grafikus kártyákat készített. A VIA ezt követően főleg alaplapra, lapkára integrált vagy ráépített formában hozza forgalomba a grafikus lapkakészleteit.

#### VIA UniChrome
Specifikációk: OpenGL 1.2, DirectX 7 kompatibilis 3D chip.

#### VIA DeltaChrome
Specifikációk: DirectX 9 kompatibilis 3D chip.

#### VIA GammaChrome
Specifikációk: DirectX 9 kompatibilis 3D chip.

#### VIA Chrome9
Specifikációk: DirectX 9 kompatibilis 3D chip, amely a Nano, és a QuadCore processzorokban található meg integrált formában. Hardveres MPG4, és h264 gyorsítással is rendelkezik.

#### VIA Chrome 400
Specifikációk: DirectX 10.1, és OpenGL 2.1 támogatással rendelkező 3D chip.

#### VIA Chrome 640/645
Specifikációk: DirectX 11 és OpenGL 3.2 támogatás